# Argyrotome muricolor
Argyrotome muricolor là một loài bướm đêm trong họ Geometridae.